# Ondřej Tesárek
Ondřej Tesárek (* 2. března 1990 Obory), známý pod přezdívkou Bratříček, je český internetový komentátor a youtuber. Ve své tvorbě se soustřeďuje převážně na politická a společenská témata a na aktuální domácí i světové události. Dále se věnuje problematice okolo financí, finanční gramotnosti či akciových trhů.

## Život
Narodil se krátce po Sametové revoluci v obci Obory ve Středočeském kraji. Přezdívku „Bratříček“ si osvojil již v 15 letech na základě písně Bratříčku, zavírej vrátka od skladatele Karla Kryla. Po absolvování gymnázia vystudoval ekonomickou fakultu na Západočeské univerzitě v Plzni, bakalářskou práci obhájil v roce 2012 na téma „Veřejné výdaje vybraných zemí EU“. Několik let poté žil v Praze a pracoval jako softwarový produktový manažer u řady firem.
Svůj obsah na YouTube začal vyvíjet od roku 2019, po krátké pauze od natáčení dal výpověď ze svého dosavadního zaměstnání a od té doby se naplno začal věnovat a živit tvorbou na YouTube a sociálních sítí. Vedle toho během roku 2020 otevřel vlastní malou prodejnu potravin „Koloniál Bratříček“. V roce 2020 se oženil se svojí přítelkyní Kristýnou, se kterou má syna Karla. V současnosti žije s manželkou a synem ve své rodné obci Obory. Od mládí slouží u místních dobrovolných hasičů. Jako útočník hraje fotbal za SK Obory.

## Tvorba
Prvotní obsah tvořily výhradně komentáře a rozbory politické atmosféry v ČR, politických stran, voleb, politiky Evropské unie (zejména kritika Zelené dohody pro Evropu) a dalších otázek ve společnosti. Na platformě Youtube publikuje na kanále s názvem „Prostor Ondřeje Tesárka“ rozhovory s významnými osobnostmi.  Od roku 2021 rozebírá ve svých videích širokou řadu témat od politiky a společnosti po finance, kryptoměny, akcie až po svůj volný čas a život. Aktivní je také na sociálních sítích. Od začátku ruské invaze na Ukrajinu se primárně věnuje situaci na Ukrajině. Ruskou invazi ostře odsuzuje a kritizuje.
V červnu roku 2022 měl Bratříčkův YouTube kanál dohromady více než 5,5 miliónů zhlédnutí, 25 tisíc odběratelů a více než 17 tisíc sledujících na Twitteru. V prosinci 2022 pořádal živé vysílání ve spolupráci s webem zbraneproukrajinu.cz, ve kterém vybrali celkem cca 6,5 mil. Kč na terénní sanitku pro české zdravotníky na Ukrajině.